# NATO-Erweiterung

Europäische Mitgliedstaaten
Beitrittskandidaten (MAP)
Versprochene Einladung
Kein Beitritt geplant
Haltung zum Beitritt unbekannt

Die NATO-Erweiterung ließ das bei seiner Gründung 1949 aus zehn europäischen und zwei nordamerikanischen Ländern bestehende nordatlantische Verteidigungsbündnis in zehn Erweiterungsschritten auf heute 32 Staaten anwachsen.
Die Gründungsmitglieder der NATO waren Belgien, Dänemark, Frankreich, Island, Italien, Kanada, Luxemburg, die Niederlande, Norwegen, Portugal, das Vereinigte Königreich und die Vereinigten Staaten. Während des Kalten Krieges traten Griechenland, die Türkei, die Bundesrepublik Deutschland und Spanien der NATO bei.
Die anschließende Erweiterung um die meisten Staaten des ehemaligen Warschauer Paktes, ehemalige Teilstaaten der Sowjetunion und des früheren Jugoslawiens wird häufig unter dem Begriff „NATO-Osterweiterung“ beschrieben.
Die bislang letzte Erweiterungsrunde wurde durch den großangelegten völkerrechtswidrigen russischen Überfall auf die Ukraine ausgelöst, in dessen Folge Finnland 2023 und Schweden 2024 der NATO beitraten.

## Beitrittsverfahren
Die Aufnahme eines souveränen Staates in die NATO erfolgt in mehreren Stufen. Ein Beitritt zur NATO geschieht auf Antrag des jeweiligen Staates, dem nach Prüfung durch die NATO und Zustimmung aller NATO-Mitgliedstaaten die offizielle Einladung folgt.
Programme wie die Partnerschaft für den Frieden, der „Individuelle Partnerschaftsaktionsplan“ (engl. Individual Partnership Action Plan IPAP) und darauf aufbauend der „Aktionsplan für die Mitgliedschaft“ (engl. Membership Action Plan MAP) bereiten die Kandidaten durch Beratung und Unterstützung auf die Vollmitgliedschaft vor.
Im Rahmen des aktivierten Aktionsplans für die Mitgliedschaft wird unter anderem beurteilt, ob in dem beitrittswilligen Land Grundwerte wie die Einhaltung der Menschenrechte, die demokratische Kontrolle des Militärs oder die Fairness von Wahlen gesichert sind. Nach der Einladung zu Beitrittsgesprächen und Beitrittsverhandlungen, der Unterzeichnung des Beitrittsprotokolls und der Hinterlegung der Beitrittsurkunde sowie der finalen, einstimmigen Ratifizierung durch alle bestehenden Mitgliedsländer wird der Beitritt eines neuen Staates zur NATO wirksam.

## Erweiterungsrunden
| Datum           | Erweiterung | Erweiterung | Land                       |  |
| 1. Februar 1952 |             | Erste       | Griechenland               |  |
| 1. Februar 1952 | Türkei      | Erste       |                            |  |
| 9. Mai 1955     |             | Zweite      | BR Deutschland             |  |
| 30. Mai 1982    |             | Dritte      | Spanien                    |  |
| 3. Oktober 1990 |             | —           | Deutsche Wiedervereinigung |  |
| 12. März 1999   |             | Vierte      | Polen                      |  |
| 12. März 1999   | Tschechien  | Vierte      |                            |  |
| 12. März 1999   | Ungarn      | Vierte      |                            |  |
| 29. März 2004   |             | Fünfte      | Bulgarien                  |  |
| 29. März 2004   | Estland     | Fünfte      |                            |  |
| 29. März 2004   | Lettland    | Fünfte      |                            |  |
| 29. März 2004   | Litauen     | Fünfte      |                            |  |
| 29. März 2004   | Rumänien    | Fünfte      |                            |  |
| 29. März 2004   | Slowakei    | Fünfte      |                            |  |
| 29. März 2004   | Slowenien   | Fünfte      |                            |  |
| 1. April 2009   |             | Sechste     | Albanien                   |  |
| 1. April 2009   | Kroatien    | Sechste     |                            |  |
| 5. Juni 2017    |             | Siebente    | Montenegro                 |  |
| 27. März 2020   |             | Achte       | Nordmazedonien             |  |
| 4. April 2023   |             | Neunte      | Finnland                   |  |
| 7. März 2024    |             | Zehnte      | Schweden                   |  |

### Erste Runde, 1952
• Griechenland und Türkei
Griechenland und die Türkei litten nach 1945 massiv unter dem aufkommenden Kalten Krieg.
Unter dem expansionistisch regierenden Stalin unterstützte die Sowjetunion massiv kommunistische Partisanen im Griechischen Bürgerkrieg.
Die Türkei wurde von der Sowjetunion offen bedroht.
Griechenland und die Türkei traten am 18. Februar 1952 der NATO bei.
Zunächst unterstützte lediglich Italien die Aufnahmegesuche.

### Zweite Runde, 1955
• Bundesrepublik Deutschland
Die Bundesrepublik trat am 6. Mai 1955 der NATO bei, am 9. Mai 1955 fand der erste NATO-Ministerrat mit deutscher Beteiligung statt. Der Beitritt war Teil der Pariser Verträge. Die Bundesregierung unter Bundeskanzler Konrad Adenauer band sie damit fest in das westliche Bündnis ein. Zuvor war die Bundesrepublik bereits der Westeuropäischen Union beigetreten. Zudem musste die Bundesrepublik erklären, auf jegliche gewaltsame Wiederherstellung der deutschen Einheit und auf den Bau atomarer, biologischer und chemischer Waffen zu verzichten. Die neu zu gründende Bundeswehr sollte maximal 500.000 Soldaten umfassen, all ihre Verbände wurden dem NATO-Kommando unterstellt.

### Dritte Runde, 1982
• Spanien
Nach dem Tod des spanischen Diktators Francisco Franco im November 1975 wurde für Spanien der Weg frei für eine Einbindung in die NATO. Nach einer Phase der Transición wurde Spanien am 30. Mai 1982 in die NATO aufgenommen. Innenpolitisch war der Beitritt zunächst umstritten, insbesondere von der Partido Socialista. 
Bei einem Referendum am 12. März 1986 votierten 56,85 % der Abstimmenden für eine Mitgliedschaft Spaniens in der NATO. Sie wurde 2007 in der spanischen Gesellschaft kaum noch in Frage gestellt.

## Osterweiterung
Bei der so genannten Osterweiterung, einem Begriff, dessen Verwendung den Akzent auf den angenommenen Erweiterungswillen und nicht den tatsächlichen Beitrittswunsch der Mitglieder legt, handelt es sich um den Beitritt von Staaten des ehemaligen militärischen Beistandsbündnisses Warschauer Pakt – beziehungsweise deren Nachfolgestaaten, ehemaliger Sowjetrepubliken, sowie von Nachfolgestaaten des damals blockfreien Jugoslawiens zur NATO. Sie vollzog sich bisher in fünf Schritten zwischen 1999 und 2020:
- 1999 Polen, Tschechien und Ungarn
- 2004 Estland, Lettland, Litauen, Slowakei, Rumänien, Bulgarien und Slowenien
- 2009 Kroatien und Albanien
- 2017 Montenegro
- 2020 Nordmazedonien

Losgelöst davon, dass auch schon von sowjetischer bzw. russischer Seite mehrfach der eigene NATO-Beitritt thematisiert worden war, sahen die russischen Regierungen die von Russland unabhängigen Beitrittsbestrebungen der ehemaligen Paktstaaten wie jene der Visegrád-Gruppe oder der Länder des Balkans latent bzw. oft als Herausforderung. In ihrer Argumentation gegen die Osterweiterung beziehen sich die Vertreter Russlands meist auf ein mündliches Versprechen des Westens, die NATO nicht dorthin auszudehnen (siehe unten) und auf Sicherheitsinteressen Russlands. Über Gründe, Zielsetzungen und Auswirkungen der Beitritte ostmitteleuropäischer und osteuropäischer Staaten ist (auch in einem breiten gesellschaftlichen Kontext) kontrovers diskutiert worden, nicht nur in Russland, sondern auch außerhalb.

### Vierte Runde, 1999
• Polen, Tschechien und Ungarn

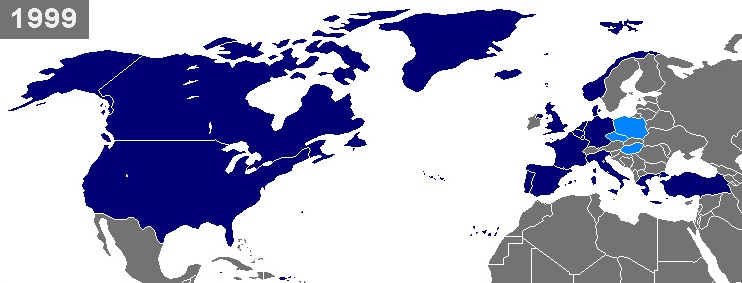
Beitrittsrunde vom 12. März 1999

Im Februar 1991 gründeten Polen, Ungarn und die Tschechoslowakei die Visegrád-Gruppe (nach Auflösung der Tschechoslowakei Anfang 1993 in die neuen unabhängige Mitglieder Slowakei und Tschechien nun auch kurz V4-Staaten genannt), um nach dem Ende von Ostblock und Kaltem Krieg die ähnlichen Probleme möglichst kooperativ zu lösen und gemeinsam größeres politisches Gewicht zu erreichen, u. a. auch gegenüber der Sowjetunion (sie löste sich im Dezember 1991 auf). Neben den gemeinsamen Interessen in Richtung EU- und NATO-Beitritt – im Herbst 1991 erklärten sie offiziell, der NATO beitreten zu wollen – und verstärkter Zusammenarbeit in den Bereichen Kultur und Wirtschaft ging es der Visegrád-Gruppe auch um technische Kooperation und einige Fragen nationaler Minderheiten, darum die europäische Integration im Rahmen der Europäischen Union und der NATO voranzutreiben und Militärreformen im Einklang mit NATO-Standards durchzuführen.
Die anfängliche Reaktion der NATO-Länder auf diese Annäherung von ehemaligen Ländern des Warschauer Paktes war zunächst skeptisch bis ablehnend, u. a., da man auf die innenpolitisch sehr schwierige Situation der sowjetischen Regierung zwischen sowjetisch-konservativen Bewahrern und vielfältigen separatistischen oder renationalisierenden Strömungen Rücksicht nehmen wollte. Auf dem Gipfeltreffen in Rom im November 1991 einigten sich die V4-Mitglieder jedoch auf eine Reihe von Zielen, wie Marktreformen und demokratische Liberalisierungen, die zum Beitritt führen könnten. In den folgenden Jahren wurden weitere Foren für die regionale Zusammenarbeit zwischen der NATO und ihren östlichen Nachbarn eingerichtet, darunter der Euro-Atlantische Partnerschaftsrat und die Partnerschaft für den Frieden.
Wenige Monate nach der Auflösung der Sowjetunion und der Entmachtung von Präsident Gorbatschow Ende 1991 wurde erstmals im Sommer 1992 in den gewaltsamen und militärischen Auseinandersetzungen im Transnistrienkrieg zwischen den russo-sowjetisch orientierten Sezessionisten der Region Transnistrien der Republik Moldau mit der moldauischen Regierung die Sezessionsbewegung teils von russischem Militär, wie auch von russischen Freiwilligen und sowjetischen Waffen- und Munitionsbeständen als Teil des postsowjetischen GUS-Raums mit Zentrum in Moskau gestützt, womit nachfolgend eine Veränderung der Außenpolitik der Russischen Föderation im sogenannten 'Nahen Ausland', dem postsowjetischen GUS-Raum, sichtbar wurde und ihren erkennbaren Anfang nahm, wie die anschließenden Militäraktionen im Krieg in Abchasien (1992/1993) belegen. Im Januar 1993 war die Erarbeitung der Hauptleitsätze der Konzeption der Außenpolitik der Russischen Föderation erfolgt, die im April/Frühsommer angenommen wurden und in welchen u. a. Osteuropa als historisch zur russischen Interessensphäre gehörig bezeichnet wurde.
Die unmittelbar anschließende russische Verfassungskrise (1993) und russische Militäraktionen, darunter der Erste Tschetschenienkrieg, der Transnistrienkrieg und der Krieg in Abchasien, veranlassten die mittel- und osteuropäischen Länder, insbesondere diejenigen mit Erfahrungen sowjetischer Übergriffe, auf eine NATO-Beitrittserklärung zu drängen, um ihre langfristige Sicherheit zu gewährleisten.
Politische Parteien, die eine NATO-Mitgliedschaft ablehnten, wurden abgewählt, darunter die Bulgarische Sozialistische Partei im Jahr 1996 und die slowakische HZDS im Jahre 1998. Am 16. November 1997 votierten bei einem Referendum (bei einer Wahlbeteiligung von 49,2 %) 85,3 % der abstimmenden Ungarn für eine NATO-Mitgliedschaft ihres Landes.
Auf dem NATO-Gipfel in Madrid 1997 bot die NATO Polen, Tschechien und Ungarn (die Regierungen dieser Länder hatten bereits in der ersten Hälfte der 1990er Jahre um eine NATO-Mitgliedschaft gebeten) Beitrittsverhandlungen an, später auch weiteren osteuropäischen Staaten. Die Beitrittsverhandlungen mit Tschechien wurden von tschechischer Seite von Otto Pick geführt. Am 12. März 1999 traten Polen, Tschechien und Ungarn der NATO bei; die Slowakei und andere Staaten folgten 2004 (siehe nächster Abschnitt).

### Fünfte Runde, 2004

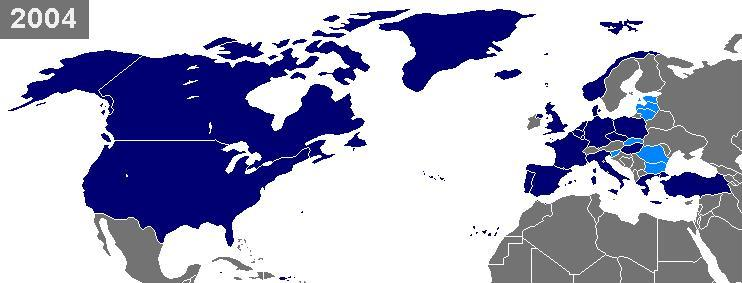
Beitrittsrunde vom 29. März 2004

• Bulgarien, Estland, Lettland, Litauen, Rumänien, Slowakei und Slowenien
Beim NATO-Gipfeltreffen in Washington 1999, bei dem Ungarn, Polen und Tschechien offiziell beitraten, beschloss die NATO neue Richtlinien für zukünftige Mitglieder mit individualisierten „Aktionsplänen zur Mitgliedschaft“ für Albanien, Bulgarien, Estland, Lettland, Litauen, Nordmazedonien, Rumänien, die Slowakei, und Slowenien. Im Mai 2000 schlossen sich diese Länder mit Kroatien zur Vilnius-Gruppe zusammen, um zusammenzuarbeiten und sich für eine gemeinsame NATO-Mitgliedschaft einzusetzen.
Beim Gipfeltreffen in Prag im November 2002 lud die NATO die Länder Bulgarien, Estland, Lettland, Litauen, Rumänien, Slowakei und Slowenien zu Beitrittsgesprächen ein. Auf dem Istanbuler Gipfel im März 2004 traten diese sieben Länder der NATO bei, Slowenien hatte im Vorjahr ein Referendum über den Beitritt zur NATO abgehalten, bei dem 66 % die Mitgliedschaft befürworteten.
Insbesondere die drei baltischen Staaten trieben ihre NATO-Ambitionen mit hoher Intensität voran, da sie davon ausgingen, das historische Fenster für einen Beitritt könnte sich schnell wieder schließen. Dabei mussten auch auf westlicher Seite viele Vorbehalte ausgeräumt werden. Neben der Unterstützung für die Beitrittsbemühungen der drei baltischen Staaten gab es anfangs auch das Bestreben zu „bremsen“. So hatte Bundeskanzler Kohl mit Rücksicht auf Russland seinen Verteidigungsminister Volker Rühe, der ihren Beitritt befürwortete, vor dessen Reise in die baltischen Staaten 1995 angewiesen, ihnen keine Beitrittsperspektive zu eröffnen. Die russische Reaktion war gemäßigt ablehnend. So bemerkte der russische Präsident Wladimir Putin im Jahre 2001, die Frage einer Ablehnung der Mitgliedschaft der baltischen Staaten in der NATO könne man nicht mit Ja oder Nein beantworten. Im April 2004, wenige Tage nach dem Beitritt der baltischen Staaten, erklärte Putin während einer gemeinsamen Pressekonferenz mit Bundeskanzler Gerhard Schröder: „Hinsichtlich der Nato-Erweiterung haben wir keine Sorgen mit Blick auf die Sicherheit der Russischen Föderation.“ Bei einem Besuch des NATO-Generalsekretärs sechs Tage später sagte Putin, jedes Land habe das Recht, seine eigene Form der Sicherheit zu wählen. Eine Studie aus dem Jahr 2006 in der Zeitschrift Security Studies argumentiert, die NATO-Erweiterungen 1999 und 2004 hätten zur demokratischen Konsolidierung in Mittel- und Osteuropa beigetragen.

### Sechste Runde, 2009
• Albanien und Kroatien

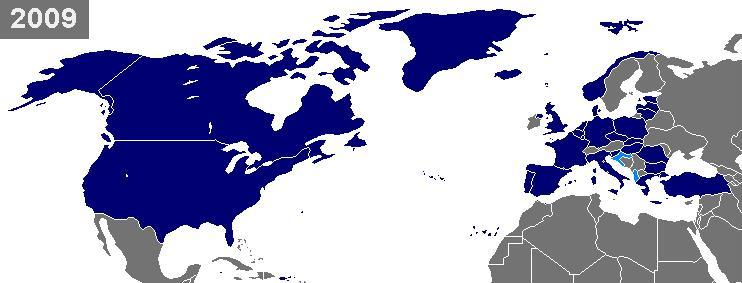
Beitrittsrunde vom 1. April 2009

Beim NATO-Gipfel in Bukarest im April 2008 wurde der Beitritt Albaniens und Kroatiens offiziell beschlossen. Ihr Beitritt wurde für den NATO-Gipfel im April 2009 in Kehl und Straßburg geplant, von allen NATO-Mitgliedern ratifiziert und am 1. April 2009 vollzogen.

### Siebte Runde, 2017
• Montenegro

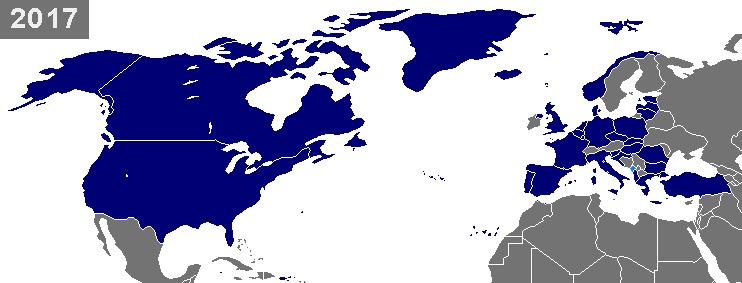
Beitrittsrunde vom 5. Juni 2017

Bei ihrem Treffen in Brüssel am 3. Dezember 2009 erklärten die Außenminister der 28 NATO-Mitgliedstaaten Montenegro zum Beitrittskandidaten; sie nannten dabei noch kein mögliches Beitrittsdatum. Am 2. Dezember 2015 wurde auf einem Treffen der Außenminister der NATO-Staaten in Brüssel eine offizielle Einladung an Montenegro ausgesprochen, sich dem Bündnis anzuschließen. Der Beitritt als 29. Mitgliedsland wurde schließlich am 5. Juni 2017 vollzogen.

### Achte Runde, 2020
• Nordmazedonien

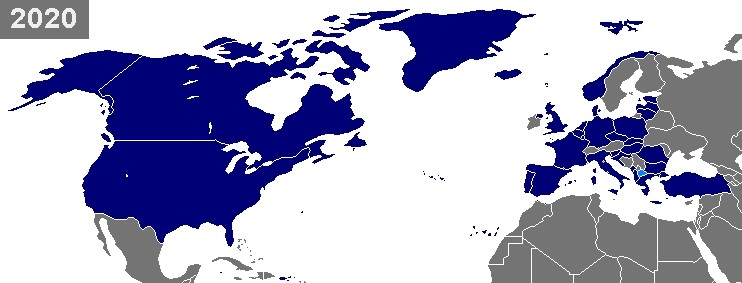
Beitrittsrunde vom 27. März 2020

2008 teilte die NATO mit, dass Nordmazedonien der Militärallianz beitreten dürfe, sobald der Namenskonflikt mit Griechenland beigelegt sei. Moskau befürchtete, dass ein NATO-Beitritt Nordmazedoniens den russischen Einfluss im Westbalkan schwächen könnte. Am 7. April 2017, noch bevor der westorientierte Zoran Zaev zum Ministerpräsidenten gewählt worden war, sagte Moskaus Botschafter Oleg Schtscherbak in Skopje, Moskau wolle auf dem Balkan „einen Streifen militärisch neutraler Länder“ aus Bosnien-Herzegowina, Montenegro, Serbien und Nordmazedonien schaffen, und drohte Nordmazedonien mit wirtschaftlichen und diplomatischen Strafen. Laut dem mazedonischen Geheimdienst UBK versuchten der russische Auslandsgeheimdienst SWR und der Militärgeheimdienst GRU, Soldaten, Polizisten und Geheimdienstler anzuwerben, um ein Netzwerk militärisch trainierter Personen aufzubauen, die bei Bedarf eingesetzt werden könnten, um russische Interessen durchzusetzen. Darüber hinaus habe Russland versucht, über Wirtschaftsprojekte wie den Bau einer Pipeline in Nordmazedonien durch die Firma Strojtransgas, die Gründung mehrerer „Freundschaftsvereinigungen“ und in lokalen Medien platzierte Desinformation Einfluss zu nehmen.
Im Juni 2018 einigten sich Griechenland und Nordmazedonien, und das Land führte ein Referendum durch. Beide Länder beschuldigten Russland, Widerstand und Demonstrationen gegen das Namensabkommen geschürt zu haben. Russische Diplomaten sollen zudem griechische Staatsfunktionäre und Gegner des Namensabkommens bestochen haben. Im Juli 2018 verwies Griechenland in diesem Zusammenhang zwei russische Diplomaten und zwei weitere Russen des Landes. Während des NATO-Gipfels in Brüssel 2018 sagte der nordmazedonische Ministerpräsident Zaev, dass er zwar wisse, dass Russland hinter einigen Protesten gegen die Einigung mit Griechenland stecke, dass sein Land jedoch Freundschaft mit allen anstrebe und keinen Konflikt suche. In der NATO wurde ebenfalls befürchtet, dass Moskau vor dem Namensreferendum in Nordmazedonien versuchen könnte, die Gegner der Lösung im Namensstreit zu unterstützen.
Im Juli 2018 lud die NATO Nordmazedonien offiziell zu Beitrittsgesprächen ein. Am 6. Februar 2019 wurde das Beitrittsprotokoll Nordmazedoniens unterzeichnet. Nach der Ratifizierung durch die Mitgliedsstaaten trat Nordmazedonien am 27. März 2020 der NATO als 30. Mitglied bei.

### Neunte und zehnte Runde, 2023/2024
• Finnland und Schweden

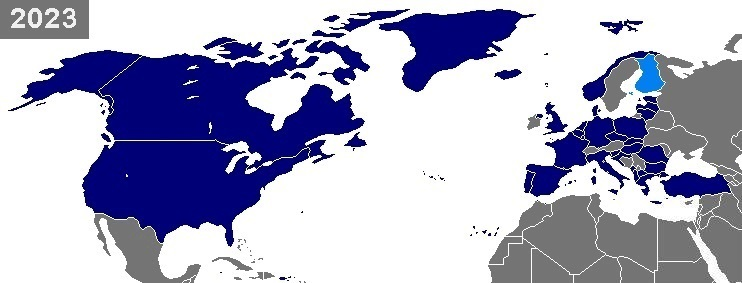
Beitrittsrunde vom 4. April 2023

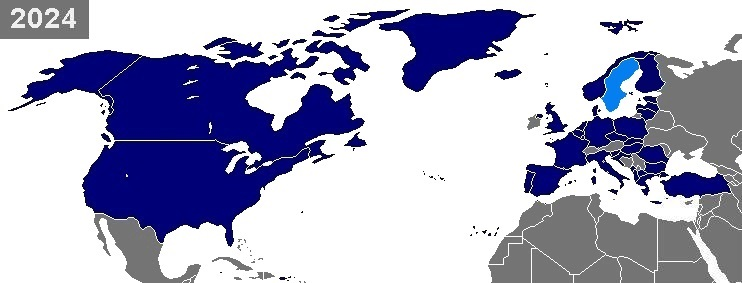
Beitrittsrunde vom 7. März 2024

Finnland und Schweden hatten sich nach dem Zweiten Weltkrieg zunächst für eine Neutralität hinsichtlich eines kollektiven Verteidigungsbündnisses entschieden. Nach dem Zerfall der Sowjetunion kam es neben anderen vertraglichen Verpflichtungen (Lissabon-Vertrag) schrittweise zu einer Vertiefung der Beziehungen zur NATO. Im Zusammenhang mit der als zunehmend aggressiv empfundenen Außenpolitik Russlands und insbesondere dem Krieg in der Ukraine seit 2014 wurde die Frage einer NATO-Mitgliedschaft beider Länder wieder verstärkt diskutiert. Russland sprach in diesem Zusammenhang wiederholt Warnungen gegen beide Länder aus.
Nach Beginn des russischen Überfalls auf die Ukraine am 24. Februar 2022 stellte NATO-Generalsekretär Jens Stoltenberg am 6. April 2022 Finnland und Schweden für den Fall einer Bitte um Aufnahme in das Verteidigungsbündnis eine zügige positive Antwort in Aussicht. The Times berichtete am 11. April 2022 unter Berufung auf US-Beamte, dass Finnland und Schweden bereits für den Sommer 2022 einen NATO-Beitritt anstreben. Russland kündigte für diesen Fall Konsequenzen an, Dmitri Medwedew drohte damit, in der Nähe der drei baltischen Staaten (Estland, Lettland und Litauen) Atomwaffen zu stationieren.
Am 20. April 2022 begann das finnische Parlament mit der formalen Diskussion über einen Beitritt. Am 12. Mai sprachen sich sowohl der finnische Präsident Sauli Niinistö als auch Regierungschefin Sanna Marin für einen sofortigen Beitrittsantrag aus. Am 15. Mai gaben Niinistö und Marin bekannt, dass Finnland einen Beitrittsantrag stellen wird. Am gleichen Tag sprach sich auch die Parteispitze von Schwedens Regierungspartei SAP in einer Sondersitzung für den Beitritt ihres Landes zur NATO aus. Die SAP lehnte dauerhafte NATO-Stützpunkte und die Stationierung von Atomwaffen in Schweden jedoch ab. Am 16. Mai stimmte der schwedische Reichstag mehrheitlich für eine NATO-Mitgliedschaft. Gegenstimmen kamen nur von der Linkspartei und den Grünen. Am 17. Mai unterzeichnete Schwedens Außenministerin Ann Linde (Regierung Andersson) den Beitrittsantrag. Ebenfalls am 17. Mai stimmte das finnische Parlament mit 188 zu 8 Stimmen für eine NATO-Mitgliedschaft. Anschließend unterzeichnete Außenminister Pekka Haavisto den Beitrittsantrag.
Beide Anträge wurden NATO-Generalsekretär Jens Stoltenberg am 18. Mai überreicht.
Die türkische Regierung blockierte den Beginn von Beitrittsgesprächen bis zum 28. Juni 2022. Der türkische Präsident Recep Tayyip Erdoğan warf beiden Staaten vor, die kurdische Arbeiterpartei PKK sowie die syrisch-kurdische YPG zu unterstützen, die von der Türkei als terroristische Organisationen betrachtet werden. Die PKK wird auch von der EU als solche eingestuft. Weiterhin verlangte die Türkei die Auslieferung mutmaßlicher Anhänger von Fethullah Gülen, von dem sie behauptet, er sei Drahtzieher hinter dem Putschversuch von 2016 gewesen, sowie die Aufhebung bestehender Einschränkungen bei Waffenimporten, die wegen des türkischen Einmarsches in Nordsyrien 2019 von einigen westlichen Ländern gegenüber der Türkei ausgesprochen wurden. Am Abend des 28. Juni unterzeichneten die Präsidenten Finnlands, Schwedens und der Türkei auf dem NATO-Gipfel in Madrid ein Memorandum, womit die Türkei den Widerstand gegen einen Beitritt beider Länder aufgab.
Am 5. Juli unterzeichneten die NATO-Mitgliedsstaaten die Beitrittsprotokolle. Noch am selben Tag ratifizierte Kanada als erster Mitgliedsstaat die Beitrittsprotokolle. Zum 27. September 2022 hatten insgesamt 28 von 30 NATO-Staaten die Protokolle vollständig ratifiziert. Bis Ende März 2023 ratifizierten auch Ungarn und die Türkei als letzte Mitglieder den Beitritt Finnlands. Am 4. April 2023 wurde der Beitritt Finnlands zur NATO ratifiziert. Das Land hat die längste gemeinsame Grenze mit Russland unter allen NATO-Mitgliedern.
Hatte Erdoğan am 10. Juli 2023 eine Wiederaufnahme von EU-Beitrittsverhandlungen zur Voraussetzung für seine Zustimmung zum Beitritt Schwedens zur NATO gemacht, erklärte er noch am selben Tag, er werde das Beitrittsprotokoll so bald wie möglich dem türkischen Parlament vorlegen. Im Dezember 2023 stimmte der Außenpolitische Ausschuss des türkischen Parlaments für den Beitritt Schwedens zur NATO. Die Zustimmung des türkischen Parlaments erfolgte am 23. Januar 2024. Am 25. Januar wurden die Beitrittsprotokolle im türkischen Amtsblatt veröffentlicht. Damit stand nur noch die Ratifizierung durch das ungarische Parlament aus.
Dieses stimmte einem NATO-Beitritt Schwedens am 26. Februar 2024 zu. Voraussetzung hierfür war eine Vertiefung der militärischen Zusammenarbeit zwischen Ungarn und Schweden. Am 7. März 2024 konnte Schweden letztendlich der NATO beitreten.
In den Medien ist bezüglich der Ostsee häufig vom „NATO-Binnenmeer“ die Rede, mit Ausnahme kleinerer Küstenabschnitte Russlands gehören seit dem Beitritt Schwedens alle Anrainerstaaten der NATO an.

### NATO-Osterweiterung
Die NATO-Erweiterungen von 1999 und 2004 wurden seinerzeit von der politischen Führung Russlands nicht beanstandet. Später wurden dagegen pauschal alle Erweiterungen seit 1999 als gegen die Interessen Russlands gerichtet kritisiert, obwohl z. B. Jugoslawien (bzw. heute seine Nachfolgestaaten) nie zur Einflusssphäre der Sowjetunion gehört hatte und auch nicht in der Nähe Russlands liegt. Für diese Erweiterungsrunden wurde von Russland der ideologisch aufgeladene Begriff NATO-Osterweiterung eingeführt und von Teilen der westlichen Öffentlichkeit übernommen. Die politische Debatte zu den Osterweiterungen wird deshalb in einem eigenen Artikel behandelt.

## Kandidaten und Interessenten

Karte der NATO in Europa
NATO-Mitglieder
Aktionsplan für Beitrittskandidaten (Membership Action Plan)
Verstärkter Dialog (Intensified Dialogue)
Individueller Partnerschaftsaktionsplan (Individual Partnership Action Plan)
Partnerschaft für den Frieden
Anwärter für die Partnerschaft für den Frieden (Aspiring PfP members)

Aserbaidschan (2005), Armenien (2005), Kasachstan (2006), Moldau (2006) sowie Georgien (2004), Bosnien und Herzegowina (2008), Serbien (2015) und seit 2021 auch die Ukraine nehmen am „Individuellen Partnerschaftsaktionsplan“ der NATO teil.
Aserbaidschan, Armenien, Kasachstan, Moldau sowie Georgien, Serbien und die Ukraine beteiligen sich zudem am NATO-Programm „Partnerschaft für den Frieden (PfP, Partnership for Peace)“, an dem aktuell 18 Staaten teilnehmen, unter anderem auch Staaten wie Irland, Malta, die Schweiz sowie Österreich, Belarus und Russland.

### Bosnien und Herzegowina
Bosnien und Herzegowina ist ebenfalls an einer Mitgliedschaft interessiert: Auf dem Gipfel in Bukarest im April 2008 beschlossen die Staats- und Regierungschefs der NATO-Mitgliedstaaten, mit dem Balkanstaat Beitrittsverhandlungen aufzunehmen. Bei ihrem Treffen am 3. Dezember 2009 erklärten die Außenminister, Bosnien-Herzegowina sei noch nicht weit genug für den Status eines Beitrittskandidaten und benötige weitere Reformen zur Demokratisierung. Am 18. Dezember 2018 beschlossen die Außenminister der beteiligten NATO-Staaten, Bosnien und Herzegowina in den Aktionsplan für Beitrittskandidaten („Membership Action Plan“ – MAP) aufzunehmen.

### Serbien
Die NATO stufte Serbien 2007 ebenfalls als möglichen Beitrittskandidaten ein. Das Parlament Serbiens verabschiedete 2007 eine Resolution über militärische Neutralität. Der damalige Verteidigungsminister Dragan Šutanovac (Regierung Cvetković) erklärte im Februar 2009, Serbien werde wahrscheinlich die Vollmitgliedschaft in der NATO nicht beantragen, aber es beabsichtige, die Partnerschaft mit der Allianz durch eine intensivere Teilnahme an internationalen Operationen zu stärken. Seit 2015 nimmt Serbien am „Individuellen Partnerschaftsaktionsplan“ („Individual Partnership Action Plan“) der NATO teil. Dieser bietet „interessierten Partnerländern, die Bedarf an einer konkreteren Unterstützung bei ihren innenpolitischen Reformen, insbesondere im Verteidigungs- und Sicherheitssektor, signalisieren, eine auf die jeweiligen Erfordernisse und Gegebenheiten zugeschnittene Unterstützung an.“

### Kosovo
Der Kosovo wollte 2008 so schnell wie möglich der NATO beitreten.

### Georgien
Einem Bericht der BBC zufolge drohte Russland dem georgischen Präsidenten Micheil Saakaschwili mit einer „Spirale der Konfrontation“, sollte sein Land einen Beitritt zur NATO anstreben. Wenige Wochen danach folgte im Rahmen des Kaukasuskrieges 2008 die Intervention russischer Streitkräfte in Südossetien und Abchasien. Unter dem Eindruck dieser von Russland unterstützten Kriege möchte Georgien so bald wie möglich der NATO beitreten und hätte nach dem Willen der USA und der osteuropäischen NATO-Staaten auf dem NATO-Gipfel 2007 in Bukarest eine förmliche Einladung erhalten sollen. Deutschland und Frankreich blockierten diese, da Georgien mit seinen abtrünnigen Provinzen Abchasien und Südossetien, die sich für unabhängig erklärt hatten, die NATO destabilisieren würde. Einen Membership Action Plan (MAP) auf dem Weg zum vollwertigen Mitglied, der Georgien unter den Schutzschirm des Artikels 5 der NATO bringen würde, unterbreitete die NATO nicht. Im Ergebnis wurde Georgien schutzlos einem verärgerten Russland ausgeliefert und einem Bericht der BBC zufolge drohte Russland dem georgischen Präsidenten Micheil Saakaschwili mit einer „Spirale der Konfrontation“ sollte sein Land weiter einen Beitritt zur NATO anstreben. Wenige Wochen danach folgte der Kaukasuskrieg 2008.
Mit dem Angriffskrieg Russlands auf die Ukraine im Jahr 2022 wachsen in Georgien die Befürchtungen einer Ausweitung auf das eigene Territorium.

### Ukraine
Wie bereits zuvor in Georgien intervenierte Russland in der Ukraine hier in Form eines hybriden Krieges ab dem Zeitpunkt, als der Einfluss auf das Land vollends zu schwinden drohte. Durch die von Russland im Russisch-Ukrainischen Krieg 2014 auf ukrainischem Gebiet geschaffenen Vasallenstaaten war eine NATO-Mitgliedschaft ohnehin und wie in Georgien ausgeschlossen. Gleichsam sprachen sich in einer Umfrage im Dezember 2021 58 Prozent der Ukrainer für einen Beitritt in die EU und 54 Prozent für einen Beitritt in die NATO aus.
Obwohl Russland der Ukraine freie Bündniswahl zugesichert hatte, blieb diese bis nach der Orangen Revolution bündnisfrei, die Zusammenarbeit mit der NATO seit 1992 ist unter anderem in der NATO-Ukraine-Charta von 1997 geregelt. Russland stand bis Anfang 2005 einer NATO-Mitgliedschaft der Ukraine neutral bis positiv gegenüber, dies änderte sich mutmaßlich mit Beginn von Putins zweiter Amtszeit, spätestens durch seine Rede auf der Münchner Konferenz für Sicherheitspolitik 2007.
Ebenso wie im Falle Georgiens wurden beim NATO-Gipfel in Bukarest 2007 die unterschiedlichen Meinungen zu einer möglichen Einladung an die Ukraine öffentlich ausgetragen: Deutschland und Frankreich
blockierten mit der Begründung, dass die Mehrheit der Ukrainer einen Beitritt zur NATO ablehne. Und es gab grundsätzlich vergleichbare Folgen: Kein Membership Action Plan (MAP) und die Ukraine wurde schutzlos einem verärgerten Russland ausgeliefert.
Während anfangs in der Bevölkerung die Zustimmung zu einem NATO-Beitritt eher gering und regional sehr unterschiedlich war, änderte sich dies durch stete Einflussnahme und Drohungen Russlands (Orange Revolution, Euromaidan, Annexion der Krim 2014, Krieg im Donbas seit 2014, Überfall auf die Ukraine im Februar 2022).
Nach der Orangen Revolution 2004 änderte sich das Interesse der Ukraine an einem Beitritt zu EU und NATO abhängig von der jeweiligen Regierungsmehrheit. Am 7. Februar 2019 verankerte die Werchowna Rada in der Verfassung der Ukraine die strategische Orientierung des Landes zum vollständigen Beitritt zur NATO sowie zur Europäischen Union. Drei Jahre später nannte Russland diese Absicht der Ukraine als einen der Kriegsgründe. Am 24. Februar 2022 befahl der russische Präsident Putin Verbänden der russischen Streitkräfte den Überfall auf die Ukraine.